# Plainview (Nowy Jork)
Plainview – jednostka osadnicza w Stanach Zjednoczonych, w stanie Nowy Jork, w hrabstwie Nassau.